# Rogoznica
Rogoznica es un municipio de Croacia situado en el condado de Šibenik-Knin. Según el censo de 2021, tiene una población de 2106 habitantes.

## Geografía
El municipio se encuentra en una bahía profunda y bien protegida del viento. Tiene una costa de 54 km de longitud y una posición geográfica que lo sitúa justo en el centro de la costa dálmata. El clima es uno de los atractivos turísticos más importantes. La zona tiene una media de 2600 horas de sol.

## Localidades
Las principales localidades del municipio son las siguientes:
- Dvornica
- Jarebinjak
- Kanica
- Ložnice
- Oglavci
- Podglavica
- Podorljak
- Ražanj
- Rogoznica
- Sapina Doca
- Stivašnica
- Zatoglav
- Zečevo Rogozničko

| Gráfica de población de Rogoznica 1857-2021                         |
|                                                                     |
| Según los censos de población de la Oficina de Estadísticas Croata. |